# Зеленортска Острва на Летњим олимпијским играма 2008.
Зеленортска Острва су на Олимпијским играма у Пекингу 2008. учествовала четврти пут као самостална земља.
Зеленортска делегација на Олимпијским играма 2008. у Пекингу имала је двоје такмичара 1 мушкарац и 1 жена, који су се такмичили у два спорта. Најстарији учесник у екипи био је атлетичар Нелсон Круз са 30 година и 237. дана, а најмлађа ритмичка гимнастичарка Вања Монтеиро са 22 године и 13 дана. 
Зеленортски олимпијски тим је остао у групи екипа које нису освојиле ниједну медаљу.
Заставу Зеленортских Острва на свечаном отварању Олимпијских игара 2012. носила је по други пут ритмичка гимнастичарка Вања Монтеиро, а на затварању атлетичар Нелсон Круз.

## Учесници по спортовима
| Спорт               | Мушкарци | Жене | Укупно |
| ------------------- | -------- | ---- | ------ |
| Атлетика            | 1        | 0    | 1      |
| Ритмичка гимнастика | 1        | 0    | 1      |
| Укупно (2)          | 1        | 1    | 2      |

## Атлетика

### Мушкарци
| Атлетичар   | Дисциплина | Лични рекорд | Квалификације | Квалификације | Полуфинале | Полуфинале | Финале   | Финале       | Детаљи |
| Атлетичар   | Дисциплина | Лични рекорд | Резултат      | Место         | Резултат   | Место      | Резултат | Место        | Детаљи |
| ----------- | ---------- | ------------ | ------------- | ------------- | ---------- | ---------- | -------- | ------------ | ------ |
| Рубен Санса | Маратон    | 2:19:15      |               |               |            |            | 2:23:47  | 48 / 76 (98) |        |

## Ритмичка гимнастика
| Гимнастичарка | Дисциплина  | Квалификације | Квалификације | Квалификације | Квалификације | Квалификације | Квалификације | Финале            | Финале            | Финале            | Финале            | Финале            | Финале            | Детаљи |
| Гимнастичарка | Дисциплина  | Вијача        | Обруч         | Чуњеви        | Трака         | Укупно        | Место         | Вијача            | Обруч             | Чуњеви            | Трака             | Укупно            | Место             | Детаљи |
| ------------- | ----------- | ------------- | ------------- | ------------- | ------------- | ------------- | ------------- | ----------------- | ----------------- | ----------------- | ----------------- | ----------------- | ----------------- | ------ |
| Вања Монтеиро | појединачно | 12,275 (24)   | 13,025 (24)   | 12,325 (24)   | 11,425 (24)   | 49,050        | 24 / 24       | Није се пласирала | Није се пласирала | Није се пласирала | Није се пласирала | Није се пласирала | Није се пласирала |        |